# 진보 미치오
진보 미치오(일본어: 神保 道夫, 1951–)는 일본의 수학자다. 양자군 이론을 블라디미르 드린펠트와 (독자적으로) 창시하였다.

## 생애
1951년 11월 28일 태어났다. 할아버지 진보 가쿠는 언어학자였다.
1974년 도쿄 대학을 졸업하고, 교토 대학에서 사토 미키오 아래 공부하였다. 현재 릿쿄 대학 교수로 있다.